# ドナルドの昆虫採集
『ドナルドの昆虫採集』（ドナルドのこんちゅうさいしゅう、原題：Bootle Beetle）は、ウォルト・ディズニー・プロダクション（現：ウォルト・ディズニー・カンパニー）が製作した1947年8月22日公開のアニメーション短編映画作品。ドナルドダック・シリーズの第72作である。

## あらすじ
ある森の中で、若いブートルビートルが外の世界に旅に出たいと老いたブートルビートルに言い出すのだった。
老いたブートルビートルは彼に若い頃の思い出を語り始めた。

## スタッフ
- 製作：ウォルト・ディズニー
- 監督：ジャック・ハンナ
- 脚本：ビル・バーグ、ミルト・バンタ
- 音楽：オリバー・ウォレス
- 美術：エール・グレイシー
- 背景：
- 原画：ビル・ジャスティス、アート・バビット、アンディー・イングマン

## キャスト
| キャラクター     | 原語版               | 旧吹き替え版 | 新吹き替え版 |
| ---------------- | -------------------- | ------------ | ------------ |
| ドナルドダック   | クラレンス・ナッシュ | 関時男       | 山寺宏一     |
| ブートルビートル | ディンク・トラウト   | 西本裕行     | 沢りつお     |
| ナレーター       | ?                    | 江原正士     | 小形満       |

## 日本での公開

### 収録
- 『ゆかいな仲間たち　ドナルド大好き!』（VHS、ブエナ・ビスタ・ホーム・エンターテイメント、新吹き替え版）
- 『ドナルドダック・クロニクル Vol.3 限定保存版』（DVD、ブエナ・ビスタ・ホーム・エンターテイメント、新吹き替え版）